# Christian Rosenkreuz

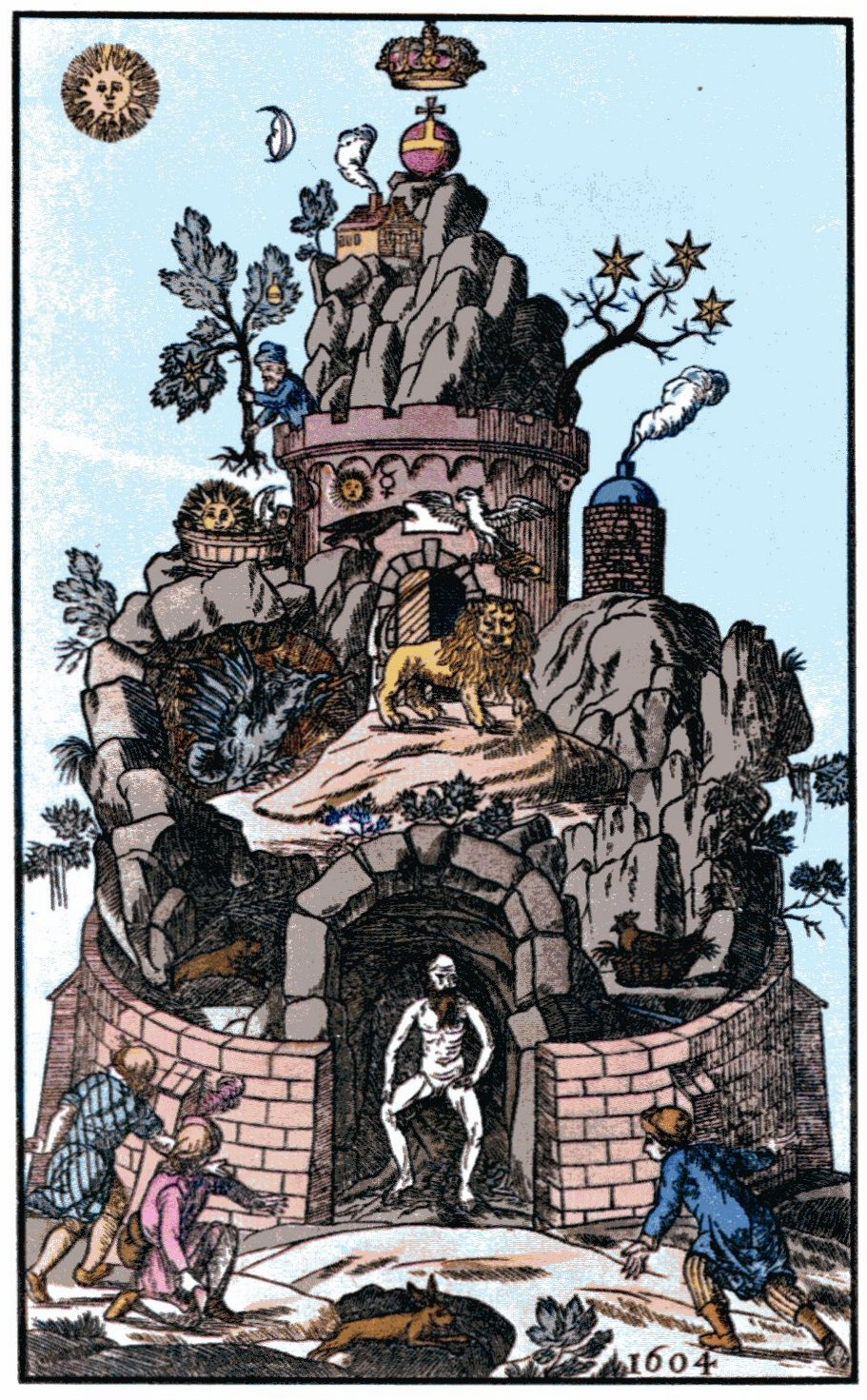
Het graf van Christian Rosenkreuz, afgebeeld als de "Filosofenberg" (de datum 1604 betreft de gebeurtenis, niet de publicatie).

Christian Rosenkreuz is de legendarische, wellicht allegorische, oprichter van de Rozenkruisers (Orde van het Rozenkruis), voor het eerst gepresenteerd in drie manifesten uit de vroege 17e eeuw: De Fama Fraternitatis Rosae Crucis, anoniem gepubliceerd in 1614 te Kassel, waarin de bedevaartganger "Frater C.R.C." geïntroduceerd wordt, de eveneens anonieme Confessio Fraternitatis uit 1615 en de Chymische Bruiloft van Christian Rosenkreuz van Johann Valentin Andreae (Straatsburg, 1616) waarin de naam van de oprichter onthuld wordt als Christian Rosenkreuz.
Buiten de 17e-eeuwse geschriften van de Rozenkruisers zijn er geen historische bronnen die zijn bestaan bevestigen.

## Legende
In 1378 geboren als kind van een verarmde adellijke familie werd Christiaan Rosenkreuz als vierjarige aan een klooster gegeven. Nog voor zijn volwassenheid ondernam Christian Rosenkreuz met een der monniken een pelgrimstocht naar het Heilige Land. De monnik stierf in Cyprus, waarna Rosenkreuz naar Damascus reisde. Hier kreeg hij grote bekendheid door zijn geneeskunst. Hij reisde verder naar een plaats genaamd "Damcar" in Arabië, waar hij ernstig ziek werd. Hij werd bezocht door een Arabische geleerde die in hem een verwante geest zag. Met behulp van de Steen der wijzen bracht hij Rosencreuz weer in goede gezondheid en onderwees hem in Arabisch, natuurkunde en algebra. Hij gaf hem het Boek M, dat Rosencreuz in het Latijn vertaalde. Daarna reisde hij door naar Egypte waar hij plant- en dierkunde studeerde, en naar Fez waar hij magie en kabbala studeerde. Daarop reisde hij terug naar Europa om de geleerden daar te onderwijzen.
Nadat hij in Spanje met afwijzing ontvangen werd, keerde Rosenkreuz terug naar Duitsland. Hier richtte hij in 1401 de Broederschap van het Rozenkruis op met zichzelf (Frater C.R.C.) als hoofd van de Orde. Gedurende zijn leven zou deze orde uit niet meer dan acht leden hebben bestaan. Onder zijn leiding werd een tempel gebouwd met de naam Sanctus Spiritus ("Huis van de Heilige Geest"). Zijn volgelingen beloofden zijn leer voor honderd jaar geheim te houden.
De Fama Fraternitatis beschrijft hoe zijn lichaam - zoals Rosenkreuz voorspeld had - 120 jaar na zijn geheim gehouden dood in perfecte staat ontdekt werd door een broeder van de Orde in een door hemzelf als opslagplaats van kennis gebouwde ruimte. 
De volgende ochtend openden wij de deur en zagen een kelder met zeven zijden en hoeken, iedere zijde vijf voet lang en acht voet hoog. Hoewel de zon nooit in deze kelder scheen was deze verlicht door een andere lichtbron die dit geleerd had van de zon en gesitueerd was in het bovenste deel in het midden van het plafond. In het midden, in plaats van een grafsteen, stond een rond altaar overdekt met een bronzen plaat en hierop stond gegraveerd:

A.C. R.C. Hoc universi compendium unius mihi sepulchrum feci (A.C. R.C. Ik maakte dit compendium van het universum een graf voor mijzelf)

Rond de eerste cirkel of rand stond:

Jesus mihi omnia (Jezus is alles voor mij)

In het midden stonden vier figuren, ingesloten door cirkels, met de omschrijving:

Nequaquam vacuum (in geen geval leegte)

Legis Jugum (het juk van de wet)

Libertas Evangelij (de vrijheid van het Evangelie)

Dei gloria intacta (de onaangetaste heerlijkheid van God)— -Fama Fraternitatis
De crypte van Rosenkreuz zou zich volgens de beschrijving ondergronds bevinden hetgeen herinnert aan het alchemische motto VITRIOL: "Visita Interiora Terrae Rectificando Invenies Occultum Lapidem" ("Bezoek het innerlijke der aarde, door vervolmaking zult u de verborgen steen vinden"). In de crypte bevond zich het "Boek T", het "belangrijkste boek na de Bijbel".

## Duidingen
De overlevering wordt in verschillende mate door moderne Rozenkruisers geloofd: sommigen accepteren het als de letterlijke waarheid, anderen zien het als een parabel en weer anderen menen dat Rosenkreuz een pseudoniem is voor een of andere moderne historische persoon. In dit verband wordt Francis Bacon vaak genoemd. Sommige occultisten waaronder Rudolf Steiner en Max Heindel verklaarden dat Rosenkreuz later opnieuw verscheen als de graaf van Saint-Germain, een hoveling, avonturier en alchemist die naar verluidt stierf op 27 februari 1784. Steiner bestempelde Rembrandts schilderij "'Man in Harnas'" als een portret van Christian Rosenkreuz, schijnbaar een 17e-eeuwse incarnatie (Steiner stelde dat hij elke eeuw incarneert).

## Trivia
R.C. Christian is het pseudoniem van de onbekende architect van de Georgia Guidestones, een megalithisch monument waarin dictaten aan de mensheid zijn gegraveerd in verscheidene talen. Het werd gebouwd in 1980 in de staat Georgia in de Verenigde Staten.